# Nénets
Los nenets, nenezos, yuracus, samoyedos, saamod o saamid, son un pueblo de Siberia, que habita en los distritos autónomos de Nenetsia, Yamalo-Nenets y  Janti-Mansi y en el krai de Krasnoyarsk, en Rusia. Según el censo de 2002 son 41 302 personas y su idioma original, el nenezo, una de las lenguas samoyedas, es hablado por 31 311 personas.

## Historia
Ugrofineses alrededor de 3000 a. C. y luego migraron hacia el este, donde se mezclaron con las personas de origen túrquico, alrededor de 200 a. C. Los que se quedaron en Europa fueron sometidos por los rusos en el siglo XIII y fueron asimilados por ellos, pero, los grupos que migraron hacia el oriente de Siberia, se mantuvieron relativamente aislados hasta el siglo XIV. A principios del siglo XVII todos los nenets estaban bajo la dominación del Imperio ruso.
Se diferenciaron dos grupos, según el territorio que ocuparon y las actividades económicas que desde entonces han llevado a cabo: mientras que los Chandejar o nenets de los bosques de las cuencas del Obi y el Yeniséi, se dedicaron a la caza y la pesca; los nenets de la tundra de la península Kanin (en el norte), se hicieron criadores de rebaños de renos, actividad que se generalizó desde el siglo XVIII. Seleccionaron al perro samoyedo que era adecuado para remolcar trineos y para el papel de pastor de los renos. Un tercer grupo, el Kominized Neneci (personas Yaran) ha surgido como resultado de los matrimonios entre nenets e integrantes de la tribu y Ižma de los Komi.
A comienzos del siglo XX, con el avance de las comunicaciones, los nenets fueron forzados a abandonar su tradicional aislamiento del resto del mundo. Durante este período, los comerciantes rusos introdujeron las bebidas alcohólicas, cuyo uso excesivo causó un deterioro progresivo en el estilo de vida indígena. Además, los nenets contrajeron progresivamente grandes deudas con los comerciantes, que luego fueron heredadas de generación en generación, empobreciendo extremadamente a la gente originaria.
Desde la década de 1930, algunos nenets  han llegado a expresarse a través de los medios de comunicación y el arte. Por ejemplo, Tyko Vylka y Konstantín Pankov se convirtieron en pintores conocidos. Anna Nerkagi es una conocida escritora y Yuri Vella, aunque continuó su vida como pastor de renos, se ha convertido en el primer escritor en el bosque. Sin embargo, también desde 1937 el gobierno soviético trató de obligar a los nenets nómadas a convertirse en sedentarios. Fueron forzados a conformar granjas colectivas y a establecerse en pueblos y, desde 1957 sus hijos fueron educados en internados, lo que provocó una erosión profunda de la identidad cultural de la población.
Actualmente el daño ambiental es significativo debido a la industrialización de sus tierras. Debido a la expansión de la industria del gas y el petróleo, los pastos de los renos se están reduciendo, lo cual ha obligado a muchos miembros de esa población a emigrar o dedicarse a otras labores, especialmente a trabajar en las industrias química, del petróleo, que de acuerdo con estimaciones recientes ocupa al 41% de la población. Una organización de los nenets, Yasavey ("los que saben el camino"), busca defender sus derechos y hace parte de la Asociación Rusa de los Pueblos Indígenas del Norte, Siberia y Lejano Oriente, fundada el 31 de marzo de 1990, en el "Congreso de los Pequeños Pueblos del Norte".

## Creencias

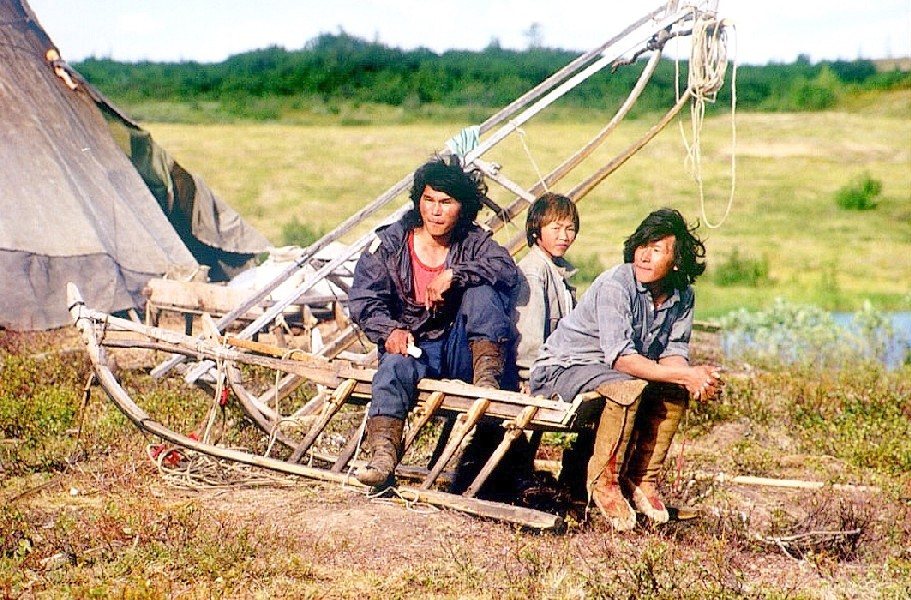
Nenets en su trineo

Aunque en gran medida influenciada por el cristianismo ortodoxo a partir de la conversión forzada en 1824, las creencias tradicionales se han conservado parcialmente hasta el siglo XXI. Num es considerado como dios supremo que habita en todos los elementos naturales e incorpora en sí mismo todos los fenómenos atmosféricos. Sin forma y nunca representado, es especialmente adorado en la tundra, dos veces al año, durante las celebraciones de la primavera y el otoño, cuando suelen ser sacrificados renos blancos grandes. Entre las tribus que se convirtieron al cristianismo el antiguo dios de los padres ha sido sustituida por la figura de San Nicolás, a quien llamaban Mikkulai, objeto de profunda veneración.
Gobierna el mundo de los muertos Nga, hijo de Num, o a veces representado como la "tierra vieja". Luego están gran variedad de espíritus gobernantes soberanos de la tierra y los espíritus de las aguas que impregnan todos los seres vivos, incluidos los que son particularmente venerado por su papel como presas o como depredadores y que tienen una influencia significativa en la vida cotidiana. Los Chandejar veneran el espíritu de los peces, debido a la gran importancia de este alimento tiene en la alimentación diaria. En la tundra veneran el espíritu del oso, cuya cabeza es izada en lo alto de un árbol y, el lobo, el gran depredador de los ciervos. 
El chamán, llamado Tadibya normalmente construye figuras de madera que representa a los animales para capturar su espíritu y propiciar la caza y la pesca. Las figuras pueden colocarse en trineos sagrados o en una red de lugares sagrados. Además, los espíritus domésticos de la chimenea (haehe), que son representados en figurillas antropomorfas de madera y piedra, que pueden heredarse de padre a hijo. Entre estas figuras es muy importante la muñeca que representa la "anciana del chum", que protege el espacio de la tienda doméstica. Cada figura tiene su lugar para dormir dentro de la tienda y recibe "alimento" cuando se le quiere hacer una petición. En cuanto a la vida posterior a la muerte, los nenets creen en un alma que o desaparece en el aire, o sube al cielo.